# Medalla de la Orden de la Gloria Parental
La Medalla de la Orden de la Gloria Parental (en ruso: Меда́ль о́рдена «Роди́тельская сла́ва») es una condecoración estatal de la Federación de Rusia, establecida el 7 de septiembre de 2010 por decreto presidencial n.º 1099 para galardonar a los padres meritorios de familias numerosas. El estatuto de la medalla fue reformado el 16 de diciembre de 2011 por decreto presidencial n.º 1631 titulado «Sobre las enmiendas a ciertas leyes del Presidente de la Federación Rusa».

## Historia
La Medalla de la Orden de la Gloria Parental fue establecida por el Decreto n.º 1099 del presidente de la Federación de Rusia del 7 de septiembre de 2010 «Sobre medidas para mejorar el sistema de premios estatales de la Federación Rusa». El mismo decreto aprobó el reglamento de la medalla y su descripción.
Antes del cambio en el sistema de premios de la Federación Rusa establecido por el mencionado decreto, los padres que crían o hayan criado a cuatro o más hijos, que a su vez sean ciudadanos de la Federación Rusa, recibían la Orden de la Gloria Parental; de acuerdo con el nuevo estatuto, se otorga únicamente a los padres que crían o hayan criado a siete o más hijos.
Finalmente el 16 de diciembre de 2011 por Decreto n.º 1631 del Presidente de Rusia, se hicieron algunas adiciones referidas a la posición y descripción de la medalla, las cuales así mismo prevén una copia en miniatura de la medalla.

## Criterios de concesión
La Medalla de la Orden de la Gloria Parental se otorga a los padres o padres adoptivos que sean ciudadanos rusos, que estén casados, en unión civil o, en el caso de familias monoparentales, a uno de los padres o padres adoptivos que estén criando o hayan criado a cuatro o más hijos que a su vez sean ciudadanos de la Federación Rusa de acuerdo con los requisitos del derecho de familia.
Los padres o padres adoptivos seleccionados para recibir el premio deben formar una familia socialmente responsable, llevar un estilo de vida saludable, brindar un nivel adecuado de atención a la salud, la educación, tanto física, espiritual y moral. Así como un desarrollo adecuado de los niños, el desarrollo pleno y armónico de sus individuos, dar ejemplo en el fortalecimiento de la institución de la familia y la crianza de los hijos.
La adjudicación se realiza cuando el cuarto hijo haya alcanzado la edad de tres años, siempre y cuando los demás hijos estén vivos, excepto en los casos en que los hijos mayores hayan muerto o desaparecido en acción en defensa de la Patria o de sus intereses, en el desempeño del deber militar, oficial o civil, así como consecuencia de actos terroristas o de emergencias, también se tienen en cuenta los fallecidos a consecuencia de lesiones, contusiones, mutilaciones o enfermedades recibidas en las circunstancias especificadas, o como consecuencia de un accidente de trabajo o enfermedad profesional.
La insignia de la medalla se lleva en el lado izquierdo del pecho y, en presencia de otras órdenes y medallas de la Federación de Rusia, se coloca justo después de la Medalla por el Desarrollo de Siberia y el Lejano Oriente. Para ocasiones especiales y posible uso diario, se prevé el uso de una copia en miniatura de la medalla, que se debe llevar después de la copia en miniatura de la Medalla por el Desarrollo de Siberia y el Lejano Oriente.

## Descripción
La insignia de la medalla es una cruz patada de plata dorada de 32 mm de diámetro, con brazos que se ensanchan hacia los extremos exteriores cóncavos. En el anverso de la cruz, en su centro, hay un medallón circular con bordes dorados y con el escudo de armas también en dorado de la Federación Rusa. Una corona de laurel pasa por debajo y cerca de los extremos exteriores de la cruz. Los rayos dorados se extienden entre los brazos de la cruz hasta la corona de laurel. El reverso es liso (dorado), lleva el número de serie del premio grabado en la parte inferior y la inscripción en la parte central «POR LA EDUCACIÓN DE LOS NIÑOS» (en ruso, «ЗА ВОСПИТАНИЕ ДЕТЕЙ»).
También se entrega una insignia más pequeña de 40 mm de ancho de la Orden para usar en circunstancias especiales. La insignia de caballero está conectada con un ojal y un anillo a un bloque pentagonal cubierto con una cinta muaré de seda blanca superpuesta de 24 mm de ancho con dos franjas azul claro de 2 mm de ancho situadas a 8 mm del borde exterior de la cinta. La insignia de damas cuelga de un lazo hecho con la misma cinta y con los mismos colores y disposición. Ambos se usan en el pecho izquierdo.
| Medalla de la Orden de la Gloria Parental | Medalla de la Orden de la Gloria Parental | Medalla de la Orden de la Gloria Parental |
| ----------------------------------------- | ----------------------------------------- | ----------------------------------------- |
|                                           |                                           |                                           |